# Tatsuo Fujimoto
Tatsuo Fujimoto (n. 29 martie 1940, Prefectura Hyōgo, Japonia) este un înotător ce a reprezentat Japonia, medaliat olimpic. A participat la o ediție a Jocurilor Olimpice (1960) în care a câștigat o medalie de argint.